# Anna Ohura
Anna Ohura (大浦あんな, Ōura Anna), född 30 maj 1980, är en japansk porrskådespelerska. Hennes födelseort rapporteras vara Hokkaido, Japan, men japanska kändisar använder ofta Hokkaido som födelseort även om detta inte stämmer.
Ohura har medverkat i ett flertal japanska porrfilmer, alla censurerade enligt japansk lag.

## Filmer
- Tawana (Delicious Juice Fruits) /her debut video/ (Venus, VN-09)
- Type-G (Venus, VN-17)
- Beautiful Super Cup Menu (VENUS, VN-24)
- Complete Bust (Venus, VN-92)
- A Class Breast Attack / Grade A Breast Attack (Grace, GR-28)
- Angle of Super Big Tits (WAAP, SO-114)
- Anna with a Change of Costume - Anna Ohura (TMA, TVR-016)
- Busty Breasts - Anna Ohura (TMA, TWV-035)
- Contrary Soap Heaven, The (Babylon, KR-9164)
- Heartful Summer
- Maximum Bust (Alice Japan, KA-2007)
- Super Angle Of Oppai (WAAP, SO-110)
- Ultra Boing (V&R Planning, VO-222)